# Caroline Bourtayre
Pour les articles homonymes, voir Bourtayre.
Caroline Bourtayre est une ancienne golfeuse française, licenciée à Hossegor.
Elle fut capitaine de l'équipe de France féminine de golf en 2003.
Elle est l'épouse de Thomas Levet.

## Palmarès amateurs

### Seniors
- Championne d'Europe par équipes en 1989 (avec Sandrine Mendiburu, Cécilia Mourgue d'Algue, Delphine Bourson, Sophie Louapre, et Valérie Pamard);
- Médaille d'or par équipes aux Jeux méditerranéens d'Athènes en 1991 (avec Valérie Michaud et Anne Lanzerac);
- Médaille d'argent individuelle aux Jeux méditerranéens d'Athènes en 1991;
- Championne de France en 1989;
- Vainqueur de l'open d'Australie en 1988;
- Vainqueur du Grand Prix de Bordeaux-Lac en 1993;
- 2e de l'open de France en 1988 (à Saint-Nom-la-Bretèche);
- 7e du championnat du monde par équipes en 1988 (avec Delphine Bourson et Valérie Pamard).

### Juniors
- 2e du tournoi US Area Trio Tops (West Broward) en 1985.